# Keegan Swirbul
Keegan Swirbul, né le 2 septembre 1995 à Basalt (Colorado), est un coureur cycliste américain.
Il est le frère de la fondeuse Hailey Swirbul.

## Biographie
Keegan Swirbul se révèle en 2012 à 16 ans en s'imposant lors d'une course de VTT disputée dans la station d'Aspen-Snowmass. Sur un parcours au dénivelé positif de près de 3 000 mètres, il devance de près de cinq minutes le septuple vainqueur déchu du Tour de France Lance Armstrong, arrivé deuxième,. En 2013, il est champion national de ski nordique, et dixième du championnat des États-Unis de VTT cross-country, dans la catégorie juniors (moins de 19 ans). En 2014, il se classe deuxième du championnat des États-Unis sur route espoirs.
Il rejoint la formation Axeon en 2015, qui forme de jeunes talents. Sacré champion des États-Unis sur route espoirs, il est ensuite recruté par la formation BMC Development pour la saison suivante.
En 2017, il signe chez Jelly Belly-Maxxis. Deuxième du Mount Evans Hill Climb au Colorado, il obtient également quelques places d'honneur au Canada, terminant notamment septième du Tour de Beauce. En 2018, il se classe huitième du Tour de Beauce mais surtout septième du Tour de l'Utah.

## Palmarès
| - 2014 - 2e du championnat des États-Unis sur route espoirs - 3e du Mount Evans Hill Climb - 2015 - Champion des États-Unis sur route espoirs - 1re et 2e étapes de l'Iron Horse Classic - 2017 - 2e du Mount Evans Hill Climb | - 2018 - 2e du Mount Evans Hill Climb - 2019 - Mount Evans Hill Climb - 2e du Tour de Langkawi - 2025 - 2e du Grand Prix Abimota |

## Classements mondiaux
| Année                                 | 2017  | 2018 | 2019 | 2020  | 2021  |
| ------------------------------------- | ----- | ---- | ---- | ----- | ----- |
| Classement mondial                    | 2181e | 990e | 331e | 1483e | 2123e |
| UCI Asia Tour                         | nc    | 731e |      |       |       |
| UCI America Tour                      | 303e  | 66e  | 31e  | 133e  | 354e  |
|                                       |       |      |      |       |       |
| Légende : nc = non classéSource : UCI |       |      |      |       |       |